# 주 아이디얼 정역
가환대수학에서, 주 아이디얼 정역(主ideal整域, 영어: principal ideal domain, 약자 PID)은 모든 아이디얼이 하나의 원소로 생성되는 정역이다.

## 정의

### 주 아이디얼 환
주 오른쪽 아이디얼 환(영어: principal right ideal ring)은 모든 오른쪽 아이디얼이 주 오른쪽 아이디얼(즉, {\displaystyle r\in R}에 대하여 {\displaystyle rR}의 꼴)인 환이다.
주 왼쪽 아이디얼 환(영어: principal left ideal ring)은 모든 왼쪽 아이디얼이 주 왼쪽 아이디얼(즉, {\displaystyle r\in R}에 대하여 {\displaystyle Rr}의 꼴)인 환이다. 가환환의 경우 이 두 개념이 일치하며, 주 아이디얼 가환환(영어: principal ideal commutative ring)이라고 한다.

### 주 아이디얼 정역
정역 {\displaystyle D}에 대하여 다음 조건들을 정의하자.
- (B) 베주 정역이다. 즉, 모든 유한 생성 아이디얼은 주 아이디얼이다.
- (D) 데데킨트 정역이다.
- (UFD) 유일 인수 분해 정역이다.
- (N) 뇌터 환이다.

정역 {\displaystyle D}에 대하여 다음 조건들이 서로 동치이며, 이를 만족시키는 정역을 주 아이디얼 정역이라고 한다.
- 주 아이디얼 환이다.
- 모든 소 아이디얼이 주 아이디얼이다.
- (N) + 모든 극대 아이디얼이 주 아이디얼이다.[1]:486, Theorem 12.3
- (UFD) + (D)[2]:56, Exercise §2.10
- (UFD) + (B)
- (UFD) + 크룰 차원이 1 이하이다.[3]:311, Exercise 5.17
- (UFD) + 모든 아이디얼이 평탄 가군이다.[2]:164, Exercise §4.51
- (UFD) + 모든 꼬임 없는 가군(영어: torsion-free module)은 평탄 가군이다.[2]:164, Exercise §4.51
- (B) + (N)
- (B) + 주 아이디얼들의 부분 순서 집합은 오름 사슬 조건을 만족시킨다.
- 적어도 하나 이상의 데데킨트-하세 노름을 갖는다.
- (D) + 피카르 군이 자명군이다.[2]:56, Exercise §2.10
- 모든 아이디얼이 자유 가군이다.[4]:273
- 자유 가군의 부분 가군은 자유 가군이다.[3]:639, Theorem 8.9(i)

가환환 {\displaystyle R} 위의 데데킨트-하세 노름(영어: Dedekind–Hasse norm) {\displaystyle f\colon R\setminus \{0\}\to \mathbb {N} }은 다음 조건을 만족시키는 함수이다.
- 임의의 {\displaystyle r,s\in R\setminus \{0\}}에 대하여, {\displaystyle r\mid s}이거나 아니면 {\displaystyle f(r)<f(t)}인 {\displaystyle t\in (r,s)}가 존재한다. (여기서 {\displaystyle (r,s)=rR+sR}는 {\displaystyle r}와 {\displaystyle s}로 생성되는 아이디얼이다.)

## 성질
다음과 같은 포함 관계가 성립한다.
가환환 ⊋ 정역 ⊋ 정수적으로 닫힌 정역 ⊋ 크룰 정역 ⊋ 유일 인수 분해 정역 ∪ 데데킨트 정역 ⊋ 유일 인수 분해 정역 ∩ 데데킨트 정역 = 주 아이디얼 정역  ⊋ 유클리드 정역  ⊋ 체
주 아이디얼 정역의 임의의 두 원소 {\displaystyle a,b}에 대해, 이 둘로 생성되는 아이디얼 {\displaystyle (a,b)}의 생성원은 a와 b의 최대공약수가 된다.
모든 주 아이디얼 정역은 뇌터 환이며, 정수적으로 닫힌 정역이다.
모든 환에서 임의의 극대 아이디얼은 소 아이디얼인데, 주 아이디얼 정역에서는 그 역이 '거의' 성립한다. 즉, 모든 0이 아닌 소 아이디얼은 극대 아이디얼이다. 기하학적으로, 이는 크룰 차원이 1이하라는 것을 뜻한다. 보다 일반적으로, 이 조건은 데데킨트 정역에서도 성립한다.

### 주 아이디얼 정역 위의 가군
주 아이디얼 정역 위의 유한 생성 가군은 항상 극소 생성 집합을 갖는다. 이는 체 상의 유한 차원 벡터 공간이 기저를 갖는다는 사실의 일반화이다.
주 아이디얼 정역 {\displaystyle R} 위의 임의의 유한 생성 가군 {\displaystyle M}은 다음과 같이 나타낼 수 있다.
{\displaystyle M\cong \bigoplus _{i}R/(q_{i})}
여기서 {\displaystyle (q_{i})}는 {\displaystyle R}의 으뜸 아이디얼이다. 이를 {\displaystyle M}의 으뜸 분해(영어: primary decomposition)라고 하며, 유일하다.
주 아이디얼 정역 {\displaystyle R} 위의 임의의 유한 생성 가군 {\displaystyle M}은 다음과 같이 나타낼 수 있다.
{\displaystyle M\cong \bigoplus _{i=1}^{n}R/(d_{i})}
{\displaystyle R^{\times }\not \ni d_{1}\mid d_{2}\mid \cdots \mid d_{n}}
여기서 {\displaystyle (d_{i})}는 {\displaystyle R}의 아이디얼들이며, 유일하다. 이를 {\displaystyle M}의 불변 인자 분해(영어: invariant factor decomposition)라고 한다.

## 분류
자리스키-사뮈엘 정리(영어: Zariski–Samuel theorem)에 따르면, 모든 주 아이디얼 가환환 {\displaystyle R}는 다음과 같은 꼴의 유한 직접곱으로 나타낼 수 있다.:245, Theorem 33
{\displaystyle R=\prod _{i=1}^{n}R_{i}}
여기서
- 각 {\displaystyle R_{i}}는 주 아이디얼 정역이거나 아니면 아르틴 국소 주 아이디얼 가환환이다.

헝거퍼드 정리(영어: Hungerford theorem)에 따르면, 모든 아르틴 국소 주 아이디얼 가환환 {\displaystyle R}는 이산 값매김환의 몫환이다.

## 예
- 임의의 체는 주 아이디얼 정역이다.
- 정수환 {\displaystyle \mathbb {Z} }는 주 아이디얼 정역이다.
- 가우스 정수환 {\displaystyle \mathbb {Z} [i]}와 아이젠슈타인 정수환 {\displaystyle \mathbb {Z} [\exp(2\pi i/3)]}는 주 아이디얼 정역이다.
- {\displaystyle K}가 체일 때, {\displaystyle K} 위의 일변수 다항식환 {\displaystyle K[x]}는 주 아이디얼 정역이다.

### 반례
정수 계수 다항식환 {\displaystyle \mathbb {Z} [x]}는 주 아이디얼 정역이 아니다. 아이디얼 {\displaystyle (2,x)}가 주 아이디얼이 아니기 때문이다. 체 {\displaystyle K}에 대하여, {\displaystyle K[x,y]}는 주 아이디얼 정역이 아니다. 아이디얼 {\displaystyle (x,y)}가 주 아이디얼이 아니기 때문이다.
가환환
{\displaystyle \mathbb {Z} \left[{\frac {1+{\sqrt {-19}}}{2}}\right]}
는 주 아이디얼 정역이지만 유클리드 정역이 아니다.

### 주 오른쪽 아이디얼 영역이 아닌 주 왼쪽 아이디얼 영역
나눗셈환 {\displaystyle K} 위의 {\displaystyle \sigma \colon K\to K}가 자기 준동형이지만 자기 동형이 아니라고 하자. 그렇다면 힐베르트 뒤틀린 다항식환(영어: Hilbert’s twisted polynomial ring):9, Example 1.7
{\displaystyle K[x;\sigma ]=\{a_{0}+a_{1}x+a_{2}x^{2}+\cdots +a_{n}x^{n}\colon n\in \mathbb {N} ,\;a_{i}\in K\}}
{\displaystyle xa=\sigma (a)x\qquad \forall a\in K}
는 다음 성질들을 만족시킨다.:21, Example 1.25
- 주 왼쪽 아이디얼 환이다. (따라서 왼쪽 뇌터 환이다.)
- 영역이다.
- 가환환이 아니다.
- 오른쪽 뇌터 환이 아니다. (따라서 주 오른쪽 아이디얼 환이 아니다.)

따라서, 영역의 경우에도 주 왼쪽/오른쪽 아이디얼 환 조건이 서로 다르다.

## 역사
1949년에 토머스 모츠킨(영어: Thomas Motzkin)이 유클리드 정역이 아닌 주 아이디얼 정역의 예를 최초로 제시하였다.
자리스키-사뮈엘 정리는 1958년에 오스카 자리스키와 피에르 사뮈엘(프랑스어: Pierre Samuel)이 증명하였다.:245, Theorem 33
헝거퍼드 정리는 1968년에 토머스 윌리엄 헝거퍼드(영어: Thomas William Hungerford)가 증명하였다.

## 같이 보기
- 베주 항등식

## 참고 문헌
1. ↑  Kaplansky, Irving (1949년 7월). “Elementary divisors and modules”. 《Transactions of the American Mathematical Society》 (영어) 66: 464-491. doi:10.1090/S0002-9947-1949-0031470-3. ISSN 0002-9947.
2. 1 2 3 4  Lam, Tsit-Yuen (1999). 《Lectures on modules and rings》. Graduate Texts in Mathematics (영어) 189. Springer. doi:10.1007/978-1-4612-0525-8. ISBN 978-0-387-98428-5. MR 1653294.
3. 1 2  Rotman, Joseph J. (2011). 《Advanced modern algebra》. Graduate Studies in Mathematics (영어) 114 2판. American Mathematical Society. ISBN 978-082184741-1.
4. ↑  Cohn, P. M. (1971). 〈Free ideal rings and free products of rings〉. 《Actes du Congrès International des Mathematiciens 1970. Tome 1》 (PDF) (영어). Gauthier-Villars. 273–278쪽. 2013년 12월 24일에 원본 문서 (PDF)에서 보존된 문서. 2016년 4월 26일에 확인함.
5. 1 2  Zariski, Oscar; Samuel, Pierre (1958). 《Commutative algebra. Volume I》. University Series in Higher Mathematics (영어) 28 1판. David Van Nostrand Company. Zbl 0081.26501.
6. 1 2  Hungerford, Thomas William (1968). “On the structure of principal ideal rings”. 《Pacific Journal of Mathematics》 (영어) 25: 543–547. ISSN 0030-8730. MR 0227159. Zbl 0157.08503.
7. ↑  Wilson, Jack C. (1973년 1월). “A principal ring that is not a Euclidean ring”. 《Mathematics Magazine》 (영어) 46: 34-38. doi:10.2307/2688577. ISSN 0025-570X. JSTOR 2688577.
8. 1 2  Lam, Tsit-Yuen (2001). 《A first course in noncommutative rings》. Graduate Texts in Mathematics (영어) 131 2판. Springer. doi:10.1007/978-1-4419-8616-0. ISBN 978-0-387-95183-6. ISSN 0072-5285.
9. ↑  Motzkin, Thomas (1949). “The Euclidean algorithm”. 《Bulletin of the American Mathematical Society》 (영어) 55: 1142–1146. doi:10.1090/S0002-9904-1949-09344-8. ISSN 0273-0979. MR 0032592. Zbl 0035.30302.